# Kraftwerk Gameiro
Die Kraftwerk Gameiro (portugiesisch Barragem do Gameiro) ist ein Laufwasserkraftwerk am Fluss Raia, das in der Region Alentejo Portugals im Distrikt Évora liegt. Die Kleinstadt Mora liegt ungefähr vier Kilometer westlich des Kraftwerks.
Mit dem Projekt zur Errichtung des Kraftwerks wurde im Jahre 1957 begonnen. Der Bau wurde 1960 fertiggestellt. Das Bauwerk dient neben der Bewässerung auch der Stromerzeugung. Es ist im Besitz der Associação de Regantes e Beneficiários do Vale do Sorraia.

## Absperrbauwerk
Das Absperrbauwerk besteht aus einem Staudamm auf der rechten sowie einer Gewichtsstaumauer aus Beton auf der linken Seite. Die Höhe des Bauwerks beträgt 20 m über der Gründungssohle (16 m über dem Flussbett). Die Bauwerkskrone liegt auf einer Höhe von 68 m über dem Meeresspiegel. Die Länge der Bauwerkskrone beträgt 293 m und ihre Breite 4 m. Das Volumen des Staudamms umfasst 39.000 m³, das Volumen der Staumauer 11.000 m³.
Die Staumauer unterteilt sich in ein Maschinenhaus auf der linken Flussseite und eine Wehranlage mit der Hochwasserentlastung, bestehend aus vier Toren, über die maximal 2.200 m³/s abgeführt werden können. Die Staumauer verfügt noch über einen Grundablass, über den maximal 7 m³/s abgeleitet werden können. Das Bemessungshochwasser liegt bei 2.800 m³/s; die Wahrscheinlichkeit für das Auftreten dieses Ereignisses wurde mit einmal in 500 Jahren bestimmt.

## Stausee
Beim normalen Stauziel von 62 m (maximal 65 m bei Hochwasser) erstreckt sich der Stausee über eine Fläche von rund 0,072 km² und fasst 1,3 Mio. m³ Wasser. Das minimale Stauziel liegt bei 58 m.

## Kraftwerk
Das Kraftwerk Gameiro gehört mit einer installierten Leistung von 0,46 MW zu den kleinsten Wasserkraftwerken Portugals. Die durchschnittliche Jahreserzeugung liegt bei 0,54 (bzw. 2,86) Mio. kWh.
Die Kaplan-Turbine wurde von Voith geliefert. Sie leistet bei einer Fallhöhe von 11,6 m 0,268 MW und bei einer Fallhöhe von 16 m 0,46 MW, während der zugehörige Generator maximal 0,55 MVA leistet. Die Nenndrehzahl der Turbine liegt bei 750/min. Die Nennspannung des Generators beträgt 400 Volt. In der Schaltanlage wird die Generatorspannung von 0,4 kV mittels eines Leistungstransformators auf 15 kV hochgespannt.